# I Samuel

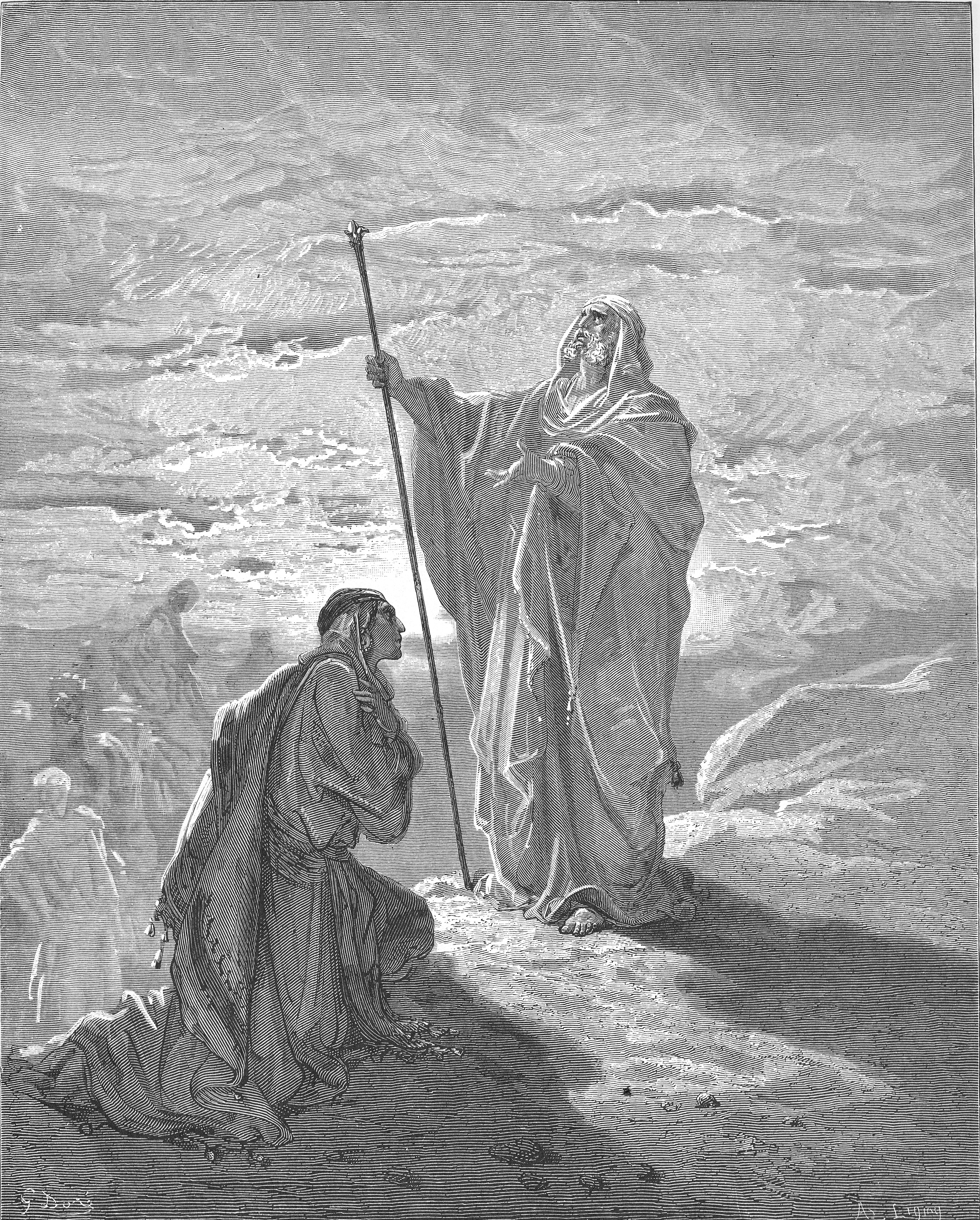
Samuel abençoa Saul.
Doré, 1866.

I Samuel, também chamado Primeiro Livro de Samuel ou 1 Samuel, é o primeiro de dois livros de Samuel, um dos Livros históricos do Antigo Testamento da Bíblia, sendo apresentado depois do Livro de Rute e antes de II Samuel. Originalmente, era um único livro na Bíblia Hebraica (a Tanakh), não estando separado no cânone da Bíblia hebraica original de seu consecutivo. Junto com II Samuel abrange um período de aproximadamente 140 anos (cerca de 1180 a 1040 a.C.).

## Divisão do livro original
Acredita-se que este livro formava originalmente uma só obra com II Samuel, I e II Reis conhecida como Livro do Reino. A primeira parte teria sido escrita por Samuel, mas o restante por Natã e Gade. O enorme tamanho deste único rolo, composto por um dos escritores, deve ter levado à sua divisão arbitrária em quatro partes, num tamanho de mais fácil manuseio. Assim, tanto a Septuaginta grega como a Vulgata latina chamam I e II Samuel de "I e II Reis" respectivamente e I e II de "III e IV Reis", reconhecendo que trata-se de uma divisão posterior.

## Conteúdo
I Samuel conta a história de Samuel, um importante profeta, e do reinado do rei Saul até a sua morte, incluindo a guerra dos filisteus contra Israel e a grande façanha do jovem pastor David (mais tarde rei de Israel), ao derrotar o gigante Golias.
| “ | «Samuel falou então ao povo sobre a prerrogativa legítima do reinado, e escreveu-a num livro e depositou-o perante Javé.» (I Samuel 10:25) | ” |

Resumo de alguns destaques de I Samuel:
- Javé escolhe Samuel como profeta em Israel (1:1–7:17);
- Saul torna-se o primeiro rei de Israel (8:1–15:35);
- Davi obtém destaque, enfurecendo Saul (16:1–20:42);
- Davi torna-se fugitivo (21:1-27:12);
- O reinado de Saul chega ao fim (28:1–31:13);

## Interpretações modernas do contexto histórico

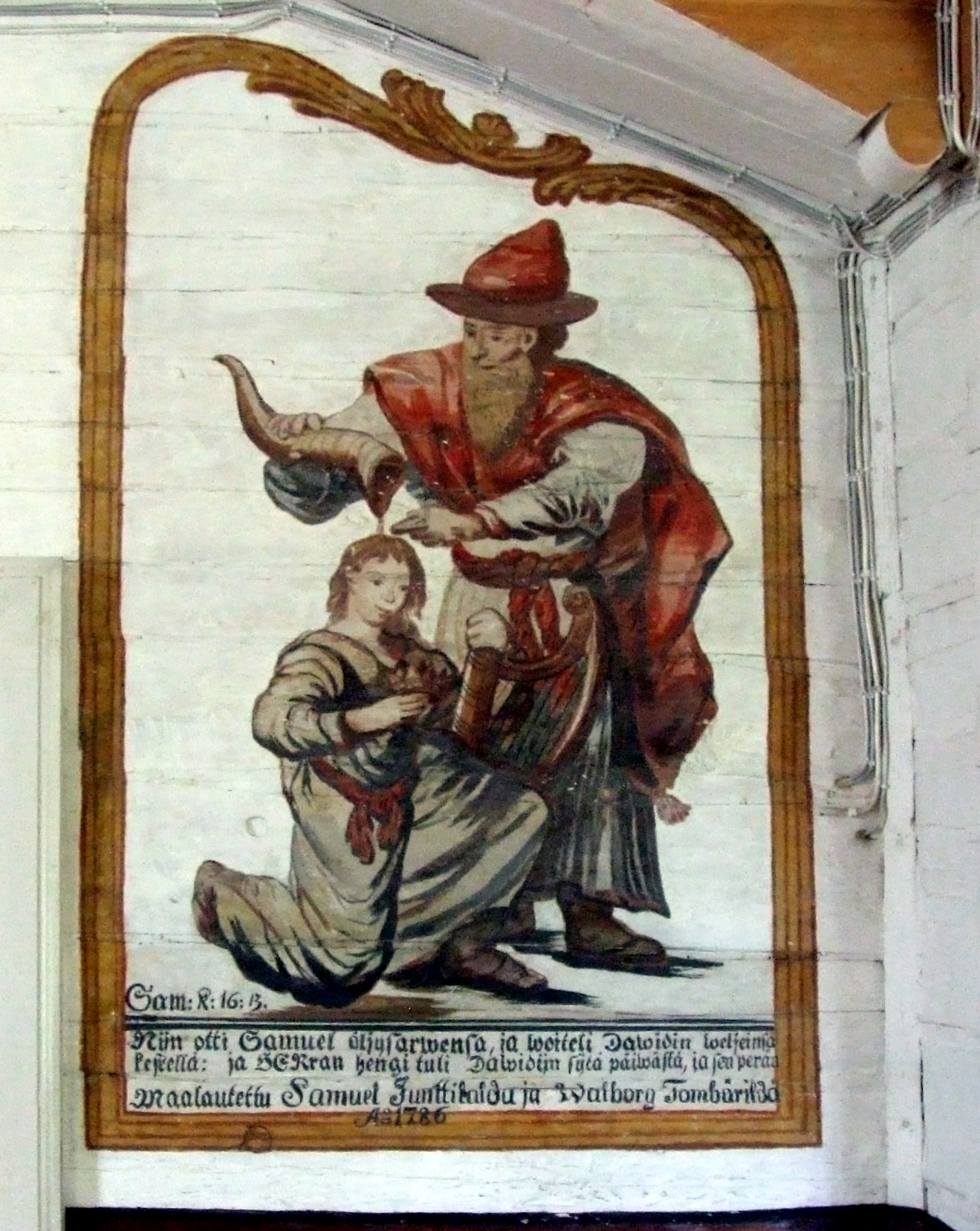
A unção de David..
Por Mikael Toppelius, Igreja Antiga de Kempele, Finlândia, século XVIII.

Para entender a parte histórica dos livros de Samuel, torna-se necessário conhecer a história bíblica desse período. As Doze tribos de Israel achavam-se desorganizadas e o perigo em comum obrigou-as a unirem-se. A conclusão lógica deste processo seria o estabelecimento de uma monarquia centralizada.
O livro relata a existência de duas visões opostas sobre o surgimento da autoridade política central. A primeira é contrária e hostil à monarquia (I Samuel 6:1; I Samuel 10:17–27) e era a visão, mais democrática, das tribos do Norte, que viviam em terras mais produtivas. A segunda, favorável à monarquia (I Samuel 9:1–16; I Samuel 11:1), representa a visão da tribo de Judá, que vivia em terras menos produtivas. Considerando as duas versões, pode-se concluir que a autoridade é um mal necessário — embora justificável, ela pode ser absoluta, explorar e oprimir o povo — e, ao mesmo tempo, um dom de Deus — uma instituição mediadora, que deve representar, isto é, tornar presente o próprio Deus, único rei que liberta e governa o seu povo.
Os inimigos territoriais de Israel — Moabe, Edom e Amon — também haviam se organizado em forma similar antes que os israelitas chegassem a Canaã. Outro inimigo de Israel, a Assíria, também tinha um governo monárquico.
Os reis de Israel são retratados nestes livros como cabeças legais e visíveis dum estado nacional organizado. No entanto, compreende-se que a transição não foi abrupta, mas seguiu-se de forma gradual. Logo depois do período dos juízes, Javé escolhe o rei de Israel, Saul. O apoio e a direção de Deus sobre este israelita levam-o a alcançar grandes realizações. Esta nova instituição real aparece logo depois da vitória de Israel sobre Amom relatado em I Samuel 11:1. Logo após, o reinado de Saul recebe reconhecimento como autoridade nacional.
Apesar da direção teocrática que a Bíblia outorga aos reis de Israel, percebe-se que houve um desvio de proceder da parte de muitos destes, o que incluiu o rei Saul.

## Aspectos religiosos

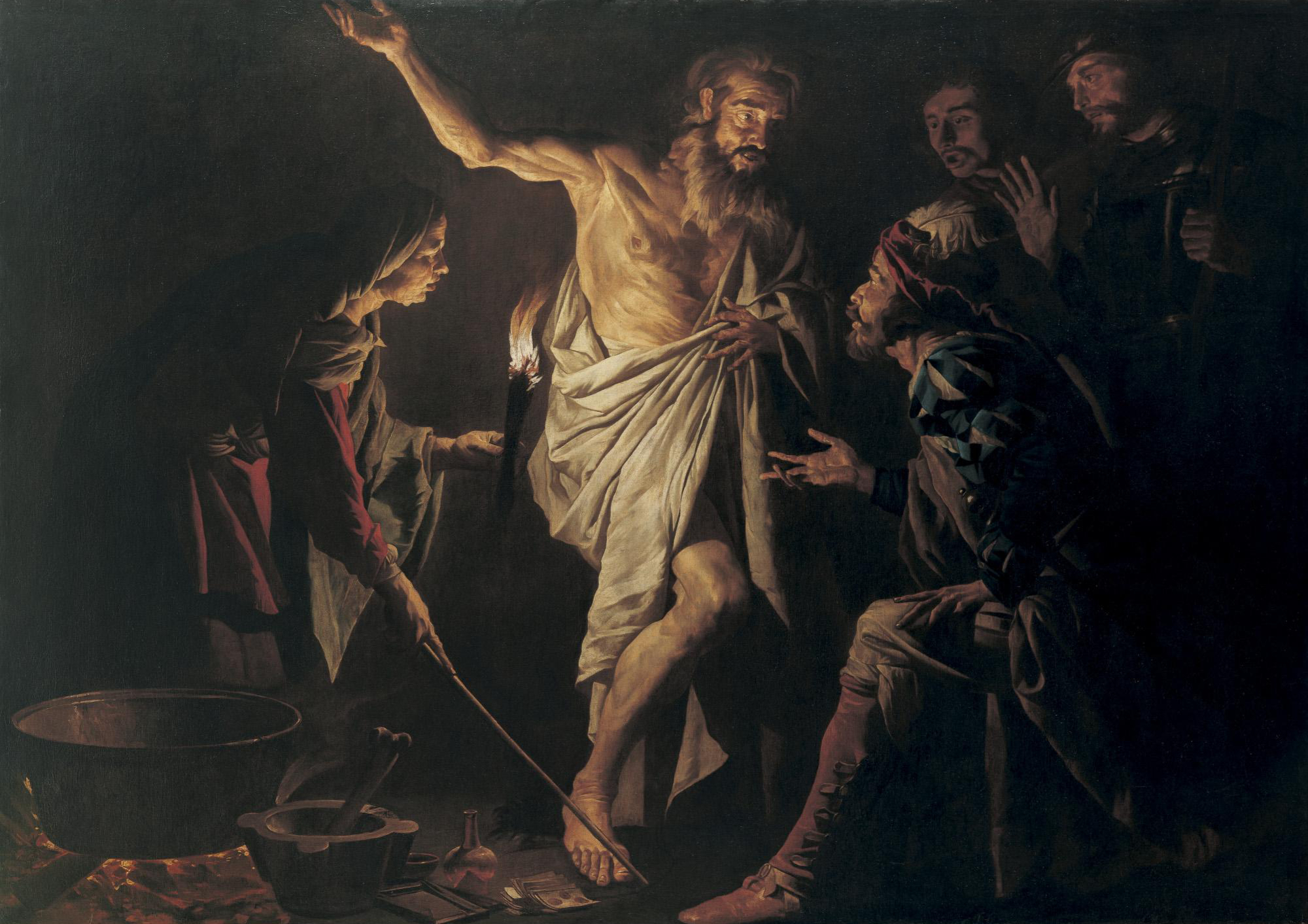
Saul conversa com Samuel através da bruxa de Endor.
1635. Por Matthias Stom, atualmente em coleção particular.

Assim como acontece com outros livros históricos do Antigo Testamento, mediante a mera leitura se evidencia que I Samuel não foi escrito com mero objetivo histórico, mas sua narração está fortemente ligada ao interesse religioso da antiga nação de Israel, e do seu Deus, Javé.
O objetivo da união das doze tribos, para maior glória de Javé teria fracassado se não fosse o êxito da escolha do sucessor de Saul, Davi, monarca ideal do ponto de vista do cronista bíblico. Já Salomão e outros reis posteriores mereceram a reprovação dos escritores de Crônicas e Reis.
Depois da reprovação de Saul, chega a fidelidade de Davi, nome que foi eleito como modelo de liderança esperado por Javé. Sua autoridade não se compara com nada antes dele. De sua linhagem nasceria o Messias e esta promessa de esperança messiânica se estende por todos os tempos até se consolidar com a vinda de Jesus Cristo.